# Olga Bolșova
Olga Bolșova (Moldavia, 16 de junio de 1968) es una atleta moldava retirada especializada en la prueba de salto de altura, en la que consiguió ser medallista de bronce europea en pista cubierta en 1996.
Es la madre de la tenista Aliona Bolsova.

## Carrera deportiva
En el Campeonato Europeo de Atletismo en Pista Cubierta de 1996 ganó la medalla de bronce en el salto de altura, con un salto por encima de 1.94 metros que fue récord nacional, tras la alemana Alina Astafei (oro con 1.98 metros) y la griega Niki Bakoyianni (plata con 1.96 metros).